# Соколово (Следневское сельское поселение)
Соколово — деревня в Александровском муниципальном районе Владимирской области России, входит в состав Следневского сельского поселения.

## География
Деревня расположена в 4 км на юг от центра поселения деревни Следнево и в 10 км на запад от города Александрова.

## История
В XIX — начале XX века деревня входила в состав Александровской волости Александровского уезда. В 1859 году в деревне числилось 24 двора, в 1905 году — 30 дворов, в 1926 году — 80 дворов.
С 1929 года деревня входила в состав Романовского сельсовета Александровского района, с 1941 года — в составе Долматовского сельсовета Струнинского района, с 1965 года — в составе Александровского района, с 1967 года — в составе Следневского сельсовета, с 2005 года — в составе Следневского сельского поселения.

## Население
| 1859 | 1905 | 1926 | 2002 | 2010 | 2021 |
| ---- | ---- | ---- | ---- | ---- | ---- |
| 196  | ↘180 | ↗346 | ↘91  | ↗93  | ↗128 |